# Campagna elettorale alle elezioni politiche in Italia del 2006

## Problematiche riguardanti la campagna elettorale

### La data delle elezioni
Nel mese di luglio 2005, il presidente della repubblica Carlo Azeglio Ciampi in un incontro con il presidente del Consiglio dei ministri Silvio Berlusconi solleva la questione dell'opportunità di anticipare di un mese le elezioni politiche rispetto alla scadenza naturale della legislatura, ossia di indirle per la prima metà di aprile 2006, allo scopo di evitare un'eccessiva sovrapposizione di appuntamenti elettorali essendo previsto nella primavera 2006 anche un turno di elezioni amministrative e l'elezione stessa del nuovo presidente della Repubblica. Il mandato di Ciampi scade, infatti, a maggio 2006.
In un primo momento Berlusconi sembra propenso a rifiutare questa proposta ma il 18 ottobre 2005, annuncia che le elezioni si terranno il 9 aprile e il 10 aprile 2006, mentre la tornata delle amministrative si svolgerà come previsto nel mese di maggio. La data delle elezioni è stata nuovamente messa in discussione a meno di una settimana dalla data prevista per lo scioglimento delle Camere (gennaio 2006): il presidente del Consiglio dei ministri ha richiesto di prolungare i lavori del Parlamento, ventilando l'ipotesi, in caso di non accoglimento della richiesta, di non convocare i comizi elettorali fino al termine naturale della legislatura (maggio 2006).
Ufficialmente la motivazione della richiesta è quella di permettere al Parlamento di approvare alcune leggi rimaste in sospeso, tra cui anche la parziale riforma dei sistema giuridico che il presidente della repubblica ha rinviato alle Camere per palesi incostituzionalità. Taluni ritengono che Silvio Berlusconi voglia ottenere anche una dilazione dell'applicazione delle norme elettorali (par condicio), le quali regolano i passaggi e gli spazi concessi ad ognuno dei candidati, ed in generale tutte le forme di propaganda. Il presidente della Repubblica si è però detto contrario alla variazione delle data prevista per le elezioni, che, infine, dopo un confronto serrato, è stata confermata, pur con lo slittamento dello scioglimento delle Camere all'11 febbraio. L'accordo è stato raggiunto attraverso uno scambio di atti scritti, in modo da risolvere il contenzioso aperto pochi giorni prima, una modalità di accordo senza precedenti nella storia della Repubblica. Finora infatti questi passaggi sono sempre stati regolati informalmente.

### La legge sullapar condicio
Si tratta di una legge volta a garantire a tutte le forze politiche i medesimi diritti di parità di accesso ai mezzi di informazione, in termini di spazi e tempi, durante le campagne elettorali per le elezioni al Parlamento europeo, quelle politiche, regionali e amministrative e per ogni referendum; vieta inoltre pubblicità politiche in televisione e radio al di fuori delle apposite trasmissioni. I principali ambiti di regolamentazione riguardano:
- comunicazione politica radiotelevisiva;
- messaggi politici autogestiti;
- comunicazione politica radiotelevisiva e messaggi radiotelevisivi autogestiti in campagna elettorale;
- programmi d'informazione nei mezzi radiotelevisivi;
- imprese radiofoniche di partiti politici;
- messaggi politici elettorali su quotidiani e periodici;
- sondaggi politici ed elettorali,

in particolare: i risultati dei sondaggi realizzati non possono essere diffusi nei 15 giorni antecedenti la data delle votazioni; è obbligatorio rendere pubblico, contestualmente al risultato dei sondaggi:
a) soggetto che ha realizzato il sondaggio;
b) committente e acquirente;
c) criteri seguiti per la formazione del campione;
d) metodo di raccolta delle informazioni e di elaborazione dei dati;
e) numero delle persone interpellate e universo di riferimento;
f) domande rivolte;
g) percentuale delle persone che hanno risposto a ciascuna domanda;
h) data in cui è stato realizzato il sondaggio.
- disciplina della comunicazione istituzionale e obblighi di informazione;
- provvedimenti e sanzioni;
- obblighi di comunicazione;

Silvio Berlusconi fin dal 2004 ha proposto di modificare i termini della legge per rendere proporzionali gli accessi televisivi rispetto all'entità della presenza in parlamento delle varie forze politiche, e in tal senso il senatore Lucio Malan, nel 2006, ha presentato un emendamento, ma questa proposta, oltre a ricevere la fermissima opposizione del centrosinistra, non ha ottenuto un consenso unanime neppure tra i partiti della Casa delle libertà, come ad esempio l'UDC che ha manifestato indisponibilità al cambiamento dei principi della legge, pur criticandola.
Le maggiori critiche alla proposta trovano fondamento nella circostanza che Silvio Berlusconi, oltre a controllare direttamente tre reti (televisive) private nazionali (di cui una in odore di illegalità per presunta violazione dell'art. 21, Rete 4) in quanto proprietario di Mediaset, avrebbe un controllo indiretto, in quanto presidente del Consiglio dei ministri, sulle tre reti pubbliche nazionali (RAI), oltre al fatto che l'eventualità di pagare gli spot elettorali all'azienda del premier configurerebbe conflitto d'interessi.

### I duelli-dibattito fra i candidati dei due schieramenti
La Commissione parlamentare di vigilanza sulla RAI ha approvato, con i voti della sola maggioranza di centrodestra, un regolamento di esecuzione della legge sulla par condicio che prevedeva due dibattiti tra Silvio Berlusconi e Romano Prodi, leader rispettivamente della Casa delle Libertà e de L'Unione, tre tra i componenti dei maggiori partiti delle rispettive coalizioni, una conferenza stampa per ogni partito nei giorni precedenti le elezioni ed una conferenza stampa finale del presidente del Consiglio.
Prodi ha inizialmente rifiutato di partecipare ai duelli perché riteneva un'illegittima alterazione della parità di trattamento tra le forze politiche la conferenza stampa finale del premier, e solo dopo che il Presidente del Consiglio vi ha rinunciato (definendo peraltro questa rinuncia come una "violenza subita") il leader del centrosinistra ha accettato di prendere parte ai dibattiti. Come condizione ulteriore Prodi ha imposto la definizione di regole precise su tempi e modalità delle domande e delle risposte, ad imitazione del modello americano dei duelli tra George W. Bush e John Kerry. Berlusconi ha accettato questa richiesta pur affermando che simili vincoli non avrebbero permesso un dibattito interessante.
I giornalisti scelti per l'arbitraggio dei due duelli principali sono stati Clemente Mimun e Bruno Vespa.
Questa scelta è stata oggetto di critica da parte del giornalista Marco Travaglio (noto per essere uno dei critici più assidui sia di Berlusconi che del centrosinistra, nonché uno dei giornalisti più attenti alle vicende giudiziarie dei politici), che dopo aver ricordato i comportamenti passati di Vespa e Mimun, chiede retoricamente: posto che, a quanto pare, Prodi e Berlusconi hanno scelto un arbitro per ciascuno, quale sarebbe l'arbitro di sinistra?
Il primo dei duelli si è svolto in diretta su Rai Uno il 14 marzo 2006, sotto l'arbitraggio di Clemente Mimun, direttore del Tg1, e con le domande affidate a Marcello Sorgi, giornalista de La Stampa, e Roberto Napoletano, direttore de Il Messaggero (che ha avviato il dibattito), che hanno toccato, con le domande rispettivamente rivolte a Berlusconi e a Prodi, diversi argomenti. Nonostante le regole ferree che prevedevano trenta secondi per ogni domanda, due minuti e mezzo a testa per ogni risposta, e un ulteriore minuto a testa per le repliche, non sono mancate alcune piccole violazioni, che però non hanno influito troppo sul dibattito: alla seconda domanda Mimun non ha concesso a Prodi la replica finale da un minuto; e Berlusconi ha sforato tre volte il tempo di risposta alle domande (da lui contestato), poi puntualmente concesso al leader dell'Unione. Secondo alcuni dei quotidiani lo scontro si è concluso leggermente a favore di Prodi, con lo stesso Berlusconi a dichiararsi insoddisfatto del non essere riuscito ad esporre adeguatamente le sue idee proprio per le regole ferree. Il "match" è stato seguito da sedici milioni di spettatori (52% di share).
A questo si sono susseguiti altri tre duelli, sempre con un "paladino" per coalizione: Fausto Bertinotti (Rifondazione) vs Roberto Maroni (Lega Nord-MPA) il 15, Pier Ferdinando Casini (UDC) vs Francesco Rutelli (Margherita) il 22 e Piero Fassino (DS) vs Gianfranco Fini (AN) il 29, con le stesse modalità del primo dibattito. Unica differenza, l'estrazione a sorte, in diretta, del turno di parola e della posizione in studio (a destra o a sinistra di Mimun).
Il secondo duello si è svolto lunedì 3 aprile, moderato da Bruno Vespa, a "seggi" invertiti. Nella prima domanda si è parlato di sicurezza, anche alla luce della vicenda di Tommaso, il bimbo di Parma rapito e poi ucciso, ma il tema principale è stato quello relativo alle tasse e alle manovre fiscali del futuro governo, tema sul quale il giornalista Marcello Sorgi ha posto ben tre domande. Si è discusso inoltre del ruolo della donna nella politica e nella società e della situazione della scuola. Berlusconi ha più volte accusato la sinistra di essere divisa al proprio interno su molti temi importanti. Prodi ha ribadito la sua assoluta certezza sulla fedeltà degli alleati del suo schieramento e ha puntato il dito contro l'operato del Governo nel suo quinquennio di carica, chiedendo al premier uscente di spiegare come intende coprire finanziariamente le maggiori spese di 35 miliardi di euro connesse al suo programma per il prossimo quinquennio. Berlusconi ha risposto: "Se ha tempo glielo spiego dopo".
Nell'appello finale il Presidente del Consiglio ha annunciato, a sorpresa, di voler eliminare l'Imposta Comunale sugli Immobili (ICI) sulla prima casa nella prossima legislatura. C'è stato un momento di tensione quando Prodi, parlando di Berlusconi, ha citato una frase di Andrew Lang: "Il premier - ha detto Prodi - si attacca ai numeri come l'ubriaco ai lampioni, cioè per sostenersi e non per l'illuminazione" (la frase originale è "He uses statistics as a drunken man uses lampposts - for support rather than for illumination"); il premier è subito intervenuto dicendo a Vespa con tono autoritario (quasi padronale secondo alcuni) "Lei è il moderatore, lo moderi!", e ha definito, di rimando, il leader dell'Unione "un utile idiota (per la sinistra)". Entrambi hanno sforato spesso i tempi di risposta, prontamente fatti recuperare da Vespa. Rispetto al primo duello, c'è stato un calo di spettatori: solo dodici milioni. Durante la sua citazione Prodi ha sbagliato l'autore della stessa, in quanto disse che fosse di George Bernard Shaw, invece che di Lang.
I duelli tra i due contendenti principali sono stati trasmessi da altre emittenti che hanno così usufruito del segnale Rai: in Italia, LA7 (all'interno di Otto e mezzo) e Sky TG24, all'estero da CNN, TSI, TVE (attraverso il canale all-news Canal 24 Horas) e dalla francese Public Sénat.
Diversi quotidiani online, tra cui il Corriere della Sera e La Repubblica, hanno poi diffuso in streaming via Internet i cinque tête-à-tête.
A due giorni dalla chiusura della campagna elettorale Mediaset invita i due leader a confrontarsi in un terzo dibattito televisivo su Canale 5 all'interno del programma Terra!, con regole molto meno restrittive. Prodi, che in video-chat sul Corriere della Sera afferma di non essere ben trattato dalle emittenti del premier declina l'invito così come ha fatto per gli altri che ha avuto dai direttori di tg (addirittura da Emilio Fede); d'altro canto l'amministratore di Mediaset Fedele Confalonieri rilascia un'intervista in cui lamenta discriminazioni nei confronti delle sue reti. Gli organizzatori di Terra! provano comunque a realizzare una trasmissione in cui Berlusconi si trovi a confrontarsi con direttori di giornali (alcuni dei quali vicini alla sinistra). Questo tipo di soluzione, pur con una sorta di "contraddittorio", violerebbe la legge sulla par condicio, quindi l'Authority invita a non mandare in onda la trasmissione e gli stessi giornalisti di Canale 5 si associano. Alla fine va in onda una versione di Terra! in cui si dibatte su quello che è accaduto nella contestatissima giornata.

## La campagna elettorale

### Forme di lavoro
Recentemente il mercato del lavoro è entrato tra gli argomenti di discussione della campagna elettorale, sia in relazione alla sensazione di diminuzione del potere d'acquisto che in quanto base di un modello sociale.
Malgrado l'introduzione delle riforme abbia aumentato l'occupazione, conteggiando sia quella a tempo indeterminato che a breve termine, ed entrambi gli schieramenti abbiano, in qualche misura, condiviso le idee di fondo (il "Pacchetto Treu" è opera del centrosinistra, la successiva legge 30/2003, più nota con il contestato appellativo di Legge Biagi, del centrodestra), parte dei politici giudicano l'introduzione del cosiddetto "lavoro flessibile" un metodo per far lavorare più persone possibili o come preludio al "lavoro fisso", più che come sistema alternativo di organizzazione della forza lavoro. L'incremento annuo dei posti di lavoro, sia a tempo determinato che indeterminato, è diminuito dal 2% del 2001 allo 0,9% del 2004, attestandosi al di sopra della media europea che è variata dall'1,7% allo 0,7%.
Il centrosinistra ritiene che la "flessibilità" introdotta dalla legge approvata dal centrodestra corrisponda a "precarietà", considerando l'occupazione generata non duratura e non tutelata dal punto di vista della previdenza sociale e priva di garanzie sindacali, ed è avversa quindi a queste riforme. Inoltre la Legge 30/2003 non terrebbe conto di una serie di ammortizzatori sociali complementari alla flessibilità. Preoccupazioni simili sono condivise dalle formazioni di centro, anche se in riguardo alla realizzazione pratica e non alla formulazione teorica, cioè per come sono state applicate e non per come sono state ideate. L'area liberale del centrodestra ritiene invece che un certo grado di libertà nel mercato del lavoro possa rendere più disponibili le aziende alle assunzioni ad ogni segnale di crescita della domanda, rafforzandole nella competizione internazionale, e in parallelo, giovare all'occupazione.
Secondo le analisi dell'Istat, nel 2005, per la prima volta dal 1994, l'occupazione stabile è diminuita di 102.000 unità di lavoro (corrispondenti ad unità di 8 ore), il centrosinistra la ritiene una diminuzione dell'occupazione, mentre il centrodestra la considera una diminuzione dovuta al milione di ore di sciopero in più rispetto all'anno precedente.

### La situazione economica
La crescita annua del PIL, cioè della ricchezza totale prodotta, ha subito un arresto passando dall'1,8% del 2001 allo 0% del 2003 e lo 0,1% del 2005, attestandosi quindi al di sotto della media dei paesi che hanno adottato l'Euro che è diminuita dall'1,9% all'1,3% del 2005.
Comparando i dati dell'Italia con quelli dei paesi della zona Euro (si veda Eurostat alla voce General government gross dept) si nota che mentre la media europea ha lievemente aumentato il debito pubblico in percentuale sul PIL dal 63,1% al 63,3% nel periodo 2000-2004, l'Italia lo ha diminuito dal 110,9% al 106,5% mentre in parallelo, a fronte di un aumento della popolazione del 2,6%, la bassa crescita del PIL, inferiore alla media europea, e l'inflazione abbastanza elevata hanno determinato l'impoverimento medio di ogni abitante pari al 5,5% rispetto alla media europea, dato che il PIL pro capite, a parità di potere d'acquisto rapportato alla media dei 25 paesi dell'Unione europea, è sceso da 109,4 a 101,3, mentre la media dei paesi dell'eurozona da 108 a 105,8.
Tuttavia, dal 2004 al 2005, il debito pubblico ha ricominciato a salire: al 2005 è stimato al 108,5%, con previsione di un 110% per il 2006, mentre allo stesso tempo l'avanzo primario è sceso dal 5,6% del PIL nel 2001 allo 0,6% del 2005. Il deficit pubblico è salito al 4,1% del 2005 dal 3,2% del 2001, infrangendo il limite imposto dal Patto di stabilità e crescita in tutti gli anni a parte nel 2002. Il fabbisogno di cassa è aumentato e rispetto al 2001 il bilancio statale segna due punti e mezzo in più di spesa corrente (fonte: Banca d'Italia).
Sono in crescita i fallimenti delle imprese commerciali che, in cinque anni, sono aumentati del 10% e, solo nel 2005, sono stati 245.000.
Per quanto riguarda la distribuzione del reddito la media del 20% dei salari più ricchi è aumentata da 4,8 a 5,6 volte la media dei salari più poveri, superiore alla media europea che è aumentata da 4,4 a 4,8 volte.
Secondo l'opinione del ministro Tremonti, il Paese è all'inizio di una tendenza positiva in seguito a due fattori: dall'inizio del 2006 il mercato dell'auto sarebbe aumentato del 30% e l'IVA sugli scambi interni, mediamente, del 6%.

### La riduzione della pressione fiscale

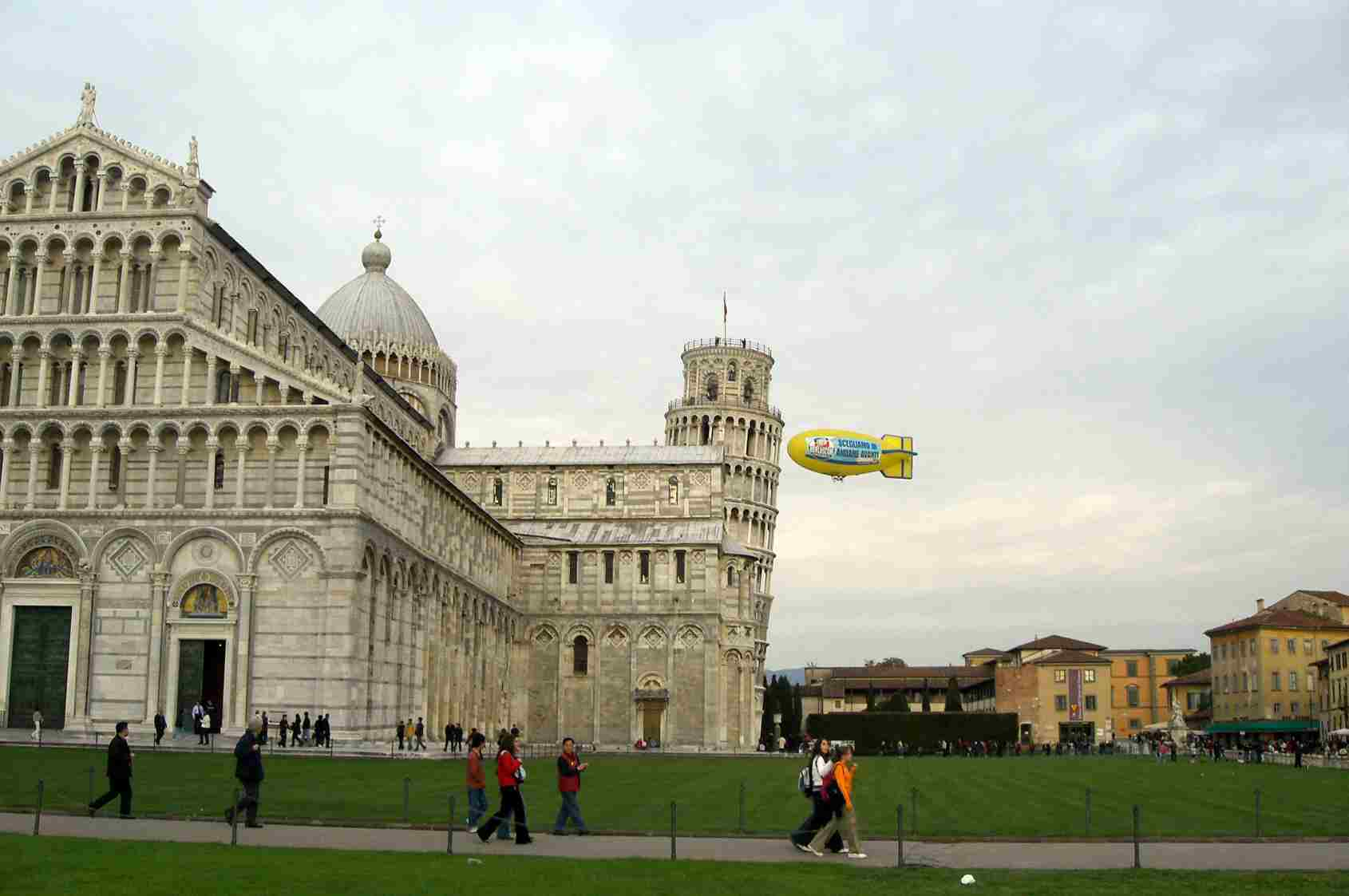
Dirigibile elettorale a Pisa

Un altro dei temi della campagna elettorale è la complessa questione della riduzione della pressione fiscale, uno dei punti del programma elettorale chiamato Contratto con gli italiani presentato da Berlusconi alla vigilia delle elezioni del 2001.
Una parziale riorganizzazione del sistema di tassazione, con conseguente riduzione delle imposte è iniziata nel 2002 e si è conclusa entro lo scorso 2005, con forte incidenza sull'ultima manovra finanziaria, raggiungendo una riduzione complessiva della pressione fiscale dello 0,1% del PIL (Leggi 289/02, 27/03 e 80/05).
Tale manovra ha comportato la ridefinizione delle aliquote fiscali e la loro riduzione come numero, dato che è stata abolita l'aliquota fiscale più elevata ed è stato innalzato il livello di reddito sotto al quale non si pagano tasse (no tax area).
L'opposizione ha tuttavia biasimato il governo Berlusconi per aver compiuto l'intera operazione finanziando la riduzione delle imposte dirette (sui redditi) attraverso l'aumento delle imposte indirette (quali bolli, tassa di registro, imposte ipotecarie e catastali, ecc.). La gravità dell'operazione è determinata dalla redistribuzione delle imposte a favore dei redditi più alti, dato che le imposte indirette, a differenza di quelle dirette, non sono progressive, ma sono uguali per tutti e danneggiano quindi in modo più sensibile i meno abbienti.
Per di più l'operazione è stata realizzata in uno dei periodi peggiori per il Paese dal punto di vista economico, senza che sia presente la copertura finanziaria a fronte dell'enorme debito pubblico italiano che va oltre il 100% del PIL, contro la media europea del 60%.
L'Unione ha proposto come obiettivo di diminuire di 5 punti percentuali il cuneo fiscale, cioè la differenza fra il costo del lavoro per le imprese e lo stipendio netto percepito dai lavoratori. Questo provvedimento secondo alcuni economisti andrebbe a intaccare la previdenza sociale. Nella finanziaria del 2005 il cuneo fiscale è stato diminuito di 1 punto percentuale. La maggiore critica della Casa delle Libertà a questo punto del programma dell'Unione riguarda la copertura finanziaria di una riduzione così importante e immediata.
La Casa della libertà ha infatti proposto una riduzione progressiva in tre anni di tre punti. L'Unione ha ribattuto che solo un intervento consistente e immediato può generare rapidamente quelle risorse aggiuntive a disposizione delle imprese e dei consumatori necessarie ad agevolare la ripresa economica e che le risorse necessarie sono inferiori a quelle necessarie alla realizzazione di alcuni punti del programma della Casa delle libertà.

### L'immagine internazionale

#### Governo
Tra i risultati diplomatici conseguiti dal governo uscente i più significativi sono stati gli accordi con la Libia (supportando anche i suoi contatti con l'UE), la riduzione dei flussi migratori illegali provenienti dall'Albania, gli accordi NATO-Russia (dichiarazione di Roma, anche se è ignoto il reale contributo dell'Italia), l'assegnazione dell'Authority europea sulla sicurezza alimentare a Parma (occasione dell'incidente diplomatico con la Finlandia).
Sul piano internazionale l'immagine del Presidente del Consiglio dei ministri e, conseguentemente anche dell'Italia, ha registrato alcuni incidenti dovuti a gaffe del presidente stesso. Tra queste l'affermazione, fatta nel 2001, che la civiltà occidentale fosse superiore a quella islamica provocò le proteste di tutto il mondo arabo; il suggerimento all'eurodeputato tedesco Martin Schulz di interpretare il ruolo di kapò in un ipotetico film; l'infelice battuta nei riguardi del presidente della repubblica e sulla cucina finlandesi; il susseguirsi di affermazioni e smentite durante una sua visita negli USA riguardo all'eventuale ritiro delle truppe italiane in Iraq. Silvio Berlusconi ha sostenuto che tutti questi incidenti siano dipesi da fraintendimenti, casuali o voluti, di sue affermazioni da parte dei giornalisti.
Rimangono ancora in sospeso le indagini sull'uccisione di Nicola Calipari in Iraq da parte delle forze armate USA, in cui non si è raggiunto un accordo comune tra i due governi sulla versione dei fatti, tale da soddisfare entrambe le nazioni, creando una situazione in cui vengono affermate due diverse versioni sullo svolgimento dei fatti dai due governi coinvolti. Tale accadimento però, come hanno sottolineato entrambi i governi, non ha sortito alcun effetto sui rapporti diplomatici e sulle azioni comuni dei due Stati.
Ha destato preoccupazione la lentezza, talvolta l'assenza, di parti dell'apparato statale (Governo, Parlamento e Banca d'Italia) al riguardo delle irregolari vicende finanziarie: le obbligazioni argentine (tango bonds), i crack Parmalat e Cirio e la questione sull'acquisto delle banche Antonveneta e BNL, denominata Bancopoli, nella quale sono coinvolti funzionari statali, quali Roberto Calderoli della Lega Nord e Aldo Brancher di Forza Italia, e un europarlamentare, Vito Bonsignore dell'UDC. Il Parlamento ha varato la legge sulla protezione del risparmio alla fine del 2005, dopo 2 anni di dibattiti su questo argomento.
Durante la polemica per le caricature su Maometto, iniziata circa tre mesi dopo la loro pubblicazione, l'ex Ministro delle Riforme Roberto Calderoli ha mostrato di portare una maglietta con una di queste caricature. Questa è stata creduta la motivazione degli assalti al consolato italiano a Bengasi. Calderoli si è quindi dimesso dopo che entrambe le coalizioni lo avevano fortemente criticato per il gesto irresponsabile.
In seguito il capo di stato libico Muʿammar Gheddafi ha affermato, in un discorso ufficiale, che gli attacchi sono dovuti all'"odio che i libici provano verso gli italiani" risalente al periodo dell'occupazione italiana (1911-1942), ed ha quindi insistito perché lo Stato italiano offra un "simbolo di riconciliazione". La Guida libica ha anche velatamente minacciato l'Italia affermando che tali attacchi potrebbero nuovamente ripetersi nel caso in cui le sue richieste non fossero accolte, tali affermazioni sono state criticate e respinte da tutti i partiti politici italiani.
Anche il terrorista internazionale al-Zawàhiri ha citato l'episodio della maglietta dell'ex-ministro in suo discorso registrato. Calderoli si è detto orgoglioso di ambedue i riferimenti e si è detto "pronto a morire" per la democrazia.
Silvio Berlusconi, in qualità di Presidente del Consiglio dei ministri, ha effettuato un viaggio negli Stati Uniti, durante il quale ha ricevuto il convinto apprezzamento di Bush, per la comune condivisione degli ideali democratici, una calorosa accoglienza del Congresso, dove c'erano molti big della politica americana, (anche se i fra deputati c'erano numerose assenze), per il suo discorso incentrato sul fermo supporto alla lotta contro il terrorismo, e la Medaglia per la Libertà della Fondazione Americana Intrepid.

#### Coalizioni
La testata giornalistica The Independent ha rilevato come Berlusconi sia un importante alleato per Blair, per la sua comune visione della politica estera e per la vicinanza di opinione al riguardo dell'UE, sottolineando come durante questi anni i legami tra Italia e Gran Bretagna siano stati "i più stretti dai giorni di Gladstone", ma allo stesso tempo osserva che è uno degli alleati di Blair più scomodi e contestati dal suo partito.
Il settimanale The Economist ha sostenuto che Berlusconi sia sostanzialmente "inadatto a governare l'Italia" ed ha maturato un giudizio lievemente migliore, ma comunque fortemente negativo, per la coalizione di centrosinistra.
Per quanto riguarda la coalizione di centrosinistra, alcuni giornali esteri (The Economist e The Times) sostengono come la sua diversità e divisione interna rappresentino un problema per la credibilità e la capacità di governo.
The Times ha velatamente riferito al programma del centrosinistra l'espressione "il più lungo biglietto di suicidio della storia", originariamente formulata da Margaret Thatcher per il programma laburista.
I programmi di entrambe le fazioni sono stati criticati per la vaghezza nelle indicazioni della copertura finanziaria.

### La riforma costituzionale
Durante gli ultimi mesi del 2004, la Casa delle Libertà ha proposto una vasta e consistente riforma della Costituzione Italiana.
La proposta prevede una serie di modifiche nella struttura stessa dello Stato per portarlo, dall'attuale sistema basato sul bicameralismo perfetto e sul mero ruolo di mediatore del presidente del consiglio, a un nuovo sistema basato sul bicameralismo imperfetto, con una legislazione più snella, e sulla centralità del Primo Ministro (non più definito presidente del consiglio), il quale, eletto dal popolo, non potrà perdere la fiducia del parlamento se non con il meccanismo della sfiducia costruttiva, di matrice tedesca e garante di stabilità.
Le due più significative modifiche riguardano il modo di fare le leggi e la devoluzione fortemente voluta dalla Lega Nord, che introduce elementi federalistici nel nostro sistema.
Quanto al primo punto, salvo alcune leggi di competenza di entrambe le Camere, è previsto un procedimento monocamerale, che permetterà di dimezzare i tempi della legislazione.
Quanto al secondo, si rafforzano i poteri esclusivi delle Regioni in ambito di sanità, scuola, polizia amministrativa, e il Senato (detto Federale) ne sarà espressione, essendo eletto contestualmente alle elezioni regionali.
Al contempo si reintroduce l'interesse nazionale, abrogato dalla riforma varata dal centrosinistra nel 2001, e si recuperano alla potestà statale competenze come i trasporti.
Inoltre il numero complessivo dei parlamentari passerà dai circa 950 attuali a 750.
La riforma in questione è criticata in particolare per la maggiore quota di giudici della Corte costituzionale nominati dal Parlamento e la riduzione di poteri di garanzia, tra i quali lo scioglimento delle Camere, in capo al Presidente della Repubblica (eletto dal Parlamento) e il conseguente spostamento di questi poteri nelle mani del Presidente del Consiglio, eletto dal popolo (seguendo il modello inglese), la non menzione dell'appartenenza dell'Italia all'Unione Europea.
La riforma è stata approvata dal Senato in via definitiva il 17 novembre 2005. Durante il secondo passaggio alla Camera la maggioranza di governo (Casa delle Libertà) ha dovuto registrare l'astensione di Marco Follini, ex leader dell'UDC.
La Costituzione prescrive, per le revisioni costituzionali, che il Parlamento approvi due volte, per ciascuna delle camere, con un intervallo di almeno tre mesi, ogni modifica, e, nel caso di maggioranza inferiore ai 2/3 in seconda lettura, ne rende possibile l'approvazione attraverso un referendum richiesto da parte di 500.000 cittadini o di cinque consigli regionali, senza che sia richiesto il raggiungimento del quorum, a differenza di quello abrogativo.
Non avendo raggiunto nelle due votazioni finali la maggioranza dei 2/3 ed essendosi già attivati sia l'opposizione parlamentare che numerosi consigli regionali, tra l'altro quello lombardo, di centrodestra, le modifiche alla costituzione dovranno essere sottoposte a referendum popolare. Anche il comitato "Salviamo la Costituzione" presieduto dall'ex Presidente della Repubblica Oscar Luigi Scalfaro ha raccolto le firme per tale referendum costituzionale (confermativo) che ha chiesto il parere degli elettori sull'eventualità di mantenere o meno la legge.
Il referendum costituzionale, tenutosi il 25 e 26 giugno 2006, ha poi bocciato la riforma con il 61,3% di no.

### Le fonti energetiche

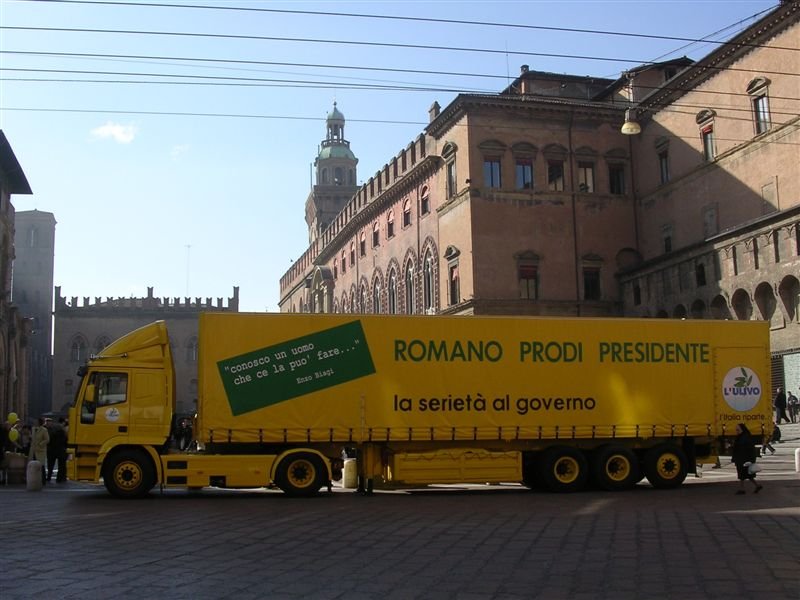
TIR pubblicitario a Bologna

Uno dei temi che è attualmente oggetto di dibattito, per le sue implicazioni strategiche, politiche, economiche ed ambientali di lungo termine, è quello sulla scelta e l'uso delle fonti energetiche.
Il ministro Scajola ha recentemente sostenuto la necessità di ridurre gli sprechi e diversificare le fonti di approvvigionamento di gas naturale. La soluzione a lungo termine individuata dal ministro Tremonti, e altri esponenti della sua coalizione, consiste nella costruzione di centrali nucleari per risolvere il problema delle dipendenza strutturale dall'estero.
La strategia di Romano Prodi, basata sul Protocollo di Kyōto, coincide sostanzialmente con quella del ministro Scajola, per quanto riguarda il breve termine, ma prevede il massiccio sviluppo di fonti energetiche alternative quali l'eolico, le biomasse, il solare ed il geotermico in risposta ai problemi strutturali del Paese, giudicando l'energia nucleare una possibilità importante per il futuro solo in caso di miglioramento della tecnologia.

### La questione Giustizia
Molte riforme approvate dall'attuale parlamento sul tema della Giustizia hanno suscitato critiche da parte della magistratura e del centrosinistra, in ordine: 	
1. Legge 44/02, che riforma il sistema elettorale del Consiglio Superiore della Magistratura riducendone il numero di componenti
2. Decreto legislativo 61/02, sulla quasi soppressione del reato di falso in bilancio e altri illeciti penali e amministrativi delle società commerciali
3. Legge 248/02 "Cirami", ha inserito la norma sul legittimo sospetto
4. Legge 140/03 Schifani, che prevedeva l'immunità penale delle 5 più alte cariche dello Stato, ma è stata in seguito bocciata dalla Corte costituzionale
5. Legge 207/03 "indultino", ha introdotto la sospensione degli ultimi 2 anni di pena per alcuni reati, nel caso ne sia già stata scontata metà
6. Legge 150/05 Riforma dell'ordinamento giudiziario, ha riordinato le modalità di carriera dei magistrati
7. Legge 251/05 "ex. Cirielli", ha dimezzato i tempi di prescrizione per gli incensurati e li ha raddoppiati per i recidivi, è stata modificata con l'esclusione dei processi in corso dopo che, alla sua prima presentazione, non fu promulgata dal Presidente della Repubblica per palesi incostituzionalità.
8. Legge 263/05 Riforma del processo civile, con l'intento di velocizzare i processi civili
9. Legge 46/06 "Pecorella", con questa riforma la Procura ed i PM non possono ricorrere in appello nel caso sia stata emessa una sentenza di proscioglimento, tranne nel caso di nuove prove decisive, ma solo rivolgersi alla Corte di cassazione nei casi, aumentati con la legge, in cui ciò è ammissibile. Il ricorso in appello rimane possibile nel caso l'imputato sia stato dichiarato colpevole. Alla sua prima presentazione, non fu promulgata dal Presidente della Repubblica.

Le critiche sollevate dall'allora Presidente del Consiglio Silvio Berlusconi e da vari membri del governo indirizzate ad alcuni magistrati definiti "politicizzati" o "toghe rosse" ed in generale verso la categoria, che sostengono si comporti come una "corporazione", sono state pesantemente respinte dalla magistratura in toto, così ha fatto anche il centrosinistra.

Inoltre Silvio Berlusconi ha polemicamente osservato che all'avvicinarsi di ogni competizione elettorale viene fatto oggetto di nuove indagini o procedimenti.
Dall'altra parte il centro-sinistra ha affermato che buona parte di queste leggi sono leggi ad personam volte a salvare la persona del premier dai procedimenti giudiziari a suo carico relativi alle sue attività imprenditoriali.
Il Capo dello Stato ha spesso richiamato sia il governo che la magistratura a mantenere un comportamento corretto verso le rispettive istituzioni; in particolare, verso la fine del febbraio 2006, ha rinnovato il suo invito ai magistrati non solo ad essere imparziali, ma anche ad apparire tali, pur affermando di comprendere la loro posizione.

### La questione dell'informazione
L'informazione in Italia è un tema che da tempo riveste una notevole importanza per molti motivi (a partire dal fatto che Berlusconi, leader del centrodestra, è proprietario di Mediaset). Tale tema è stato trattato nel primo faccia a faccia. Il premier ha detto che Mediaset, che la sinistra voleva distruggere, è un'azienda apprezzata che ha dato molto all'Italia, Prodi ha risposto che non v'è nessun intento punitivo nei confronti di tale azienda ma che il conflitto d'interessi è severamente regolamentato in tutta Europa, anche se sulla questione non si è legiferato nell'ultimo governo di centrosinistra, a causa della ricerca di un dialogo con l'opposizione. Il leader dell'Unione, in precedenza, aveva auspicato la nascita di un terzo polo tv. Sempre sulla delicatissima questione, l'OSCE ha criticato i media italiani, ritenendo che fossero troppo sbilanciati sul centrodestra.

### Osservatori internazionali
Per la prima volta nella storia dell'Italia, le elezioni politiche del 2006 hanno visto la presenza di una missione di osservazione elettorale da parte dell'OSCE. La legge elettorale è stata appositamente modificata poiché non prevedeva (così come nessuna delle precedenti leggi) la presenza di osservatori internazionali nei seggi.
Malgrado la denuncia di possibili brogli da parte di entrambi gli schieramenti durante la campagna elettorale, nel corso della missione preliminare (Needs Assessment Mission) che serviva a valutare le necessità per la missione di osservazione elettorale vera e propria, svoltasi a febbraio 2006, tutte le forze politiche avevano espresso fiducia nelle modalità di svolgimento delle operazioni di voto e di scrutinio.
La missione di osservazione elettorale dell'OSCE si è dunque composta esclusivamente di un Core Team di nove elementi, guidati dallo statunitense Peter Eicher, che si sono concentrati particolarmente sulla campagna elettorale e sul monitoraggio dei mass media, giudicati dall'organizzazione troppo sbilanciati, come già detto, sul centro-destra.
Come per tutte le missioni elettorali dell'OSCE, dopo la fine del processo elettorale è stato pubblicato un rapporto finale contenente i commenti della missione relativi al rispetto degli standard democratici durante le elezioni.